# Richard Stokes

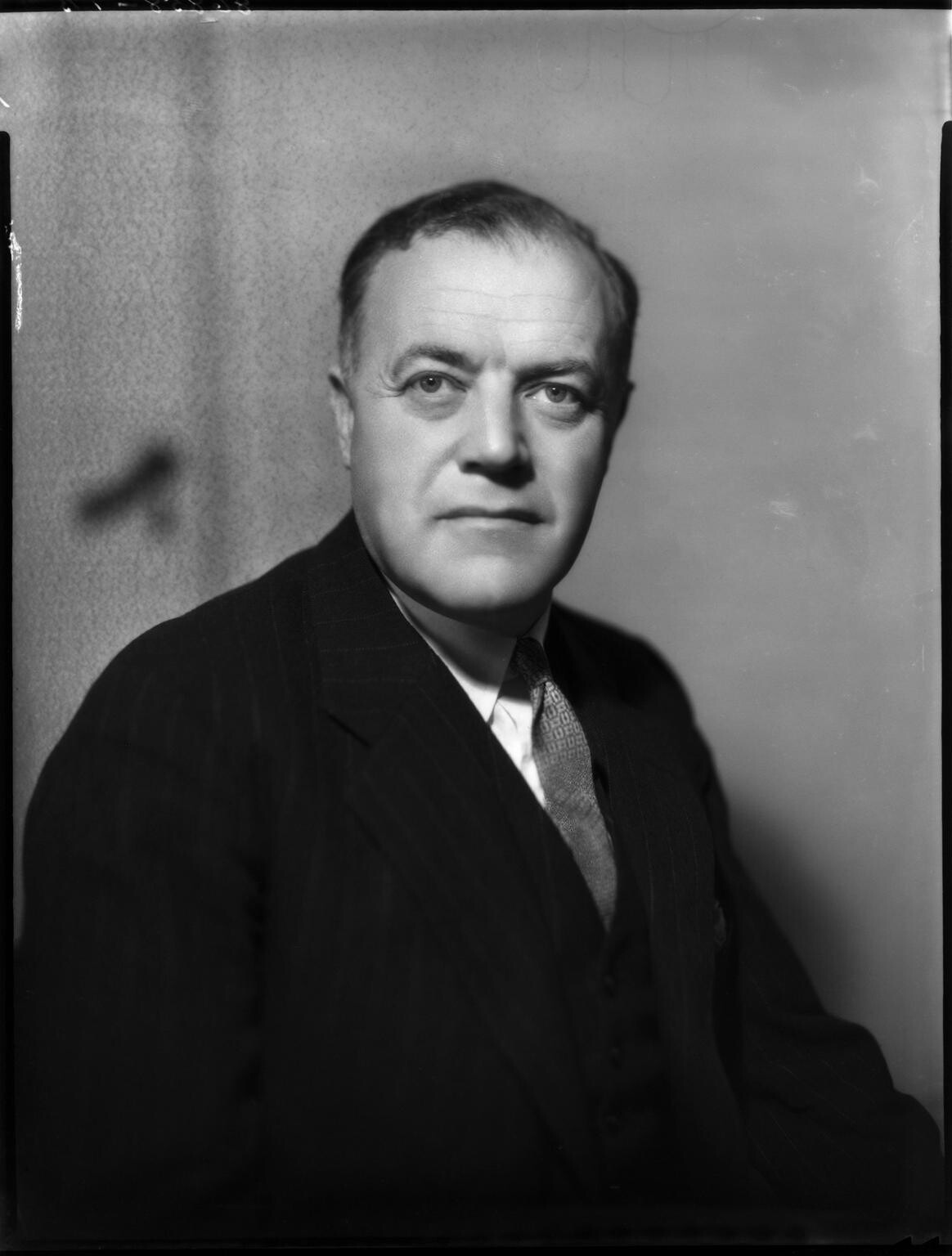
Richard Stokes, 1940

Richard Rapier Stokes, MC (* 27. Januar 1897 in Balham, London; † 3. August 1957 in London) war ein britischer Politiker der Labour Party, der von 1938 bis zu seinem Tod 1957 den Wahlkreis Ipswich als Mitglied im House of Commons vertrat und unter anderem 1951 kurzzeitig Lordsiegelbewahrer war.

## Leben

### Offizier, Wirtschaftsmanager und Unterhausabgeordneter
Stokes, Sohn des Barrister  Phillip Folliot Stokes, absolvierte nach dem Besuch der Downside School eine Ausbildung zum Offizier an der Royal Military Academy Woolwich. Er leistete zwischen Juni 1916 und März 1919 als Offizier Militärdienst in der Royal Field Artillery und nahm auch an Gefechtseinsätzen während des Ersten Weltkrieges an der Westfront teil. Für seine militärischen Verdienste und Tapferkeit wurde er mit dem Military Cross sowie dem französischen Croix de guerre ausgezeichnet und wurde bereits als 20-Jähriger 1917 zum Major befördert.
Er war ein Neffe des Ingenieurs Wilfred Stokes, der 1915 den nach ihm benannten Stokes-Mörser entwickelte, ein neuartiges Steilfeuergeschütz. In den 1920er Jahren trat er nach einem Studium am Trinity College der University of Cambridge in das von seinem Onkel geleitete Unternehmen Ransomes & Rapier in Ipswich ein, die neben Eisenbahnmaterial auch Kräne herstellte. Die dortige Tätigkeit als einer der Direktoren führte in auch auf zahlreiche Auslandsreisen in den Mittleren Osten. 1927 wurde er Vorstandsvorsitzender von Ransomes & Rapier sowie Cochran & Co.
Bei den Unterhauswahlen vom 14. November 1935 bewarb sich Stokes  als Kandidat der Labour Party im Wahlkreis Glasgow Central für ein Mandat im Unterhaus, unterlag jedoch dem Wahlkreisinhaber von den konservativen Tories, William Alexander, auf den 16.707 Wählerstimmen (55,9 Prozent) entfielen, während er 13.186 Stimmen (44,1 Prozent) bekam.
Er wurde bei einer Nachwahl (By-election) am 16. Februar 1938 im Wahlkreis Ipswich erstmals zum Mitglied des House of Commons gewählt, nachdem der bisherige Wahlkreisinhaber der Conservative Party, Francis John Childs, kurz zuvor als 1. Baron Belstead in den erblichen Adelsstand (Hereditary Peerage) erhoben wurde und dadurch Mitglied des House of Lords wurde. Bei seiner ersten Wahl konnte er sich mit 27.604 Stimmen deutlich gegen seinen Gegenkandidaten von der Conservative Party, Harry Willink, durchsetzen, auf den 24.443 Wählerstimmen entfielen.
Als Abgeordneter unternahm er weitere Reisen in den Nahen und Mittleren Osten und verfasste darüber Berichte an Politiker wie zum Beispiel 1940 an den damaligen Außenminister Edward Wood, 1. Viscount of Halifax nach einem Treffen mit dem seinerzeitigen Botschafter des Deutschen Reichs in der Türkei Franz von Papen. Gleichzeitig verfasste er von 1938 bis 1947 mehrere Berichte über die britische Politik im Völkerbundsmandat für Palästina.
Er gehörte zu den entschiedensten Gegnern des Zweiten Weltkrieges in Großbritannien, der sich insbesondere darum bemühte, einen Krieg mit dem Deutschen Reich zu vermeiden, und gründete die Parliamentary Peace Aims Group. Während des Zweiten Weltkrieges gehörte er zu den Kritikern der Kriegskabinette der Premierminister Neville Chamberlain und Winston Churchill.

### Nachkriegszeit und Minister im Kabinett Attlee
Auf seine Intervention hin wurde im Juli 1947 das Verhörzentrum Bad Nenndorf geschlossen, das unmittelbar nach dem Zweiten Weltkrieg von Juni 1945 bis Juli 1947 im Wincklerbad in Bad Nenndorf innerhalb der britischen Besatzungszone von der britischen Rheinarmee betrieben wurde.
Am 28. Februar 1950 wurde Stokes von Premierminister Clement Attlee als Nachfolger von Charles Key zum Minister für öffentliche Arbeiten (Minister of Works) ernannt, war allerdings als solcher kein Mitglied des Kabinetts. Zuvor hatte er die Regierung Attlee insbesondere wegen deren Politik im Nahen und Mittleren Osten kritisiert.
Bei einer Regierungsumbildung übernahm er am 26. April 1951 von Ernest Bevin das Amt als Lordsiegelbewahrer (Lord Privy Seal), wodurch er auch ein Kabinettsamt übernahm, während George Brown sein Nachfolger als Minister für öffentliche Arbeiten wurde. Als Lordsiegelbewahrer gehörte der Regierung Attlee bis zum Ende von dessen Amtszeit am 27. Oktober 1951 an. Am 4. Juli 1951 war er Leiter einer Delegation zur Beilegung der Abadan-Krise, die nach der Verstaatlichung der iranischen Ölindustrie entstanden war. Gleichzeitig bekleidete er von Juli bis Oktober 1951 auch das Amt des Ministers für Material (Minister of Materials).

### Oppositionspolitiker 1951 bis 1957
Anfang der 1950er Jahre distanzierte sich Stokes von der offiziellen Haltung der Labour Party zu Afrika und Rhodesien. In den letzten zwei Wochen der Amtszeit der Regierung Attlee gaben zwei Minister, der Minister für Angelegenheiten des Commonwealth of Nations Patrick Gordon Walker sowie der Kolonialminister James Griffiths, die formelle Zustimmung für die Grundsätze einer Zentralafrikanischen Föderation, die Südrhodesien, Nordrhodesien und das Njassaland einschloss. Die Unterstützung fand gegen den Widerstand Afrikas statt und wurde in erster Linie damit gerechtfertigt, dass eine Föderation möglicherweise eine effektive Grenze gegen Übergriffe aus Südafrika darstellen könnte. Die nachfolgende Regierung von Premierminister Churchill setzte zwar die Planungen für eine Föderation fort, schwächte aber die Sicherheitsvorkehrungen für Afrikaner ab. Dagegen sprach sich die Labour Party in einem Votum vom 24. März 1953 aus, wobei 16 zum rechten Flügel der Partei gehörende Parlamentarier unter Führung von Patrick Gordon Walker sich der Stimme enthielten. Diese sogenannte Keep Right-Gruppe umfasste auch die ehemaligen Minister für öffentliche Arbeiten George Brown, für Ernährung Maurice Webb und den früheren Kriegsminister Frederick Bellenger sowie die Abgeordneten George Hobson, Thomas Reid, Stanley Evans und William Coldrick, der zwischen 1945 und 1955 Vorsitzender der mit Labour kooperierenden Co-operative Party war.
Er war von 1951 bis 1952 sowie erneut zwischen 1955 und 1956 Mitglied des Parlamentarischen Komitees der Labour Party. Zuletzt war er von 1955 bis 1957 Sprecher der oppositionellen Labour-Fraktion für Verteidigung.
Stokes gehörte dem Unterhaus bis zu seinem Tod am 3. August 1957 an, nachdem er einen Herzinfarkt aufgrund der Folgen eines Autounfalls vom 21. Juli 1957 erlitten hatte. Sein Nachfolger als Abgeordneter des Unterhauses wurde Dingle Foot.